# Fantastic Four (2005)
Fantastic Four ist ein Comic-Actionfilm aus dem Jahr 2005 und eine Realverfilmung der gleichnamigen Marvel-Comicreihe Die Fantastischen Vier. Regie führte Tim Story. 2007 erschien die Fortsetzung Fantastic Four: Rise of the Silver Surfer.

## Handlung
Eine Gruppe von vier Wissenschaftlern wird bei einer Mission im Weltall kosmischer Strahlung ausgesetzt, die ihnen Superkräfte verleiht. Jedes Mitglied der Gruppe zeigt andere Symptome: Reed Richards kann sich gummiartig extrem in die Länge strecken und sämtliche Gliedmaßen meterweit dehnen. Seine Ex-Freundin Susan Storm erlangt die Fähigkeit, sich unsichtbar zu machen und Kraftfelder zu erzeugen, die Geschosse abwehren oder Gegenstände aufhalten können, ihr jüngerer Bruder Johnny Storm kann Feuer kontrollieren und sich selbst entzünden und dies als eine Art Düsenantrieb zum Fliegen nutzen. Der Pilot Ben Grimm hat sich durch den Einfluss der Strahlung in einen superschweren steinernen Muskelprotz verwandelt. Als Ben sich seiner Verlobten zeigt, verlässt sie ihn. Ihre Eigenschaften sehen die Vier als ungewollte Mutationen und beginnen eine Maschine zu konstruieren, um die Verwandlungen mit Hilfe der gleichen Strahlung wieder rückgängig zu machen. Nur Johnny Storm genießt die neue Aufmerksamkeit der Öffentlichkeit und nutzt sein Heldenimage, um damit Geld zu verdienen und Frauen zu beeindrucken. Er erfindet auch neue Spitznamen für die Vier, die ihre Kräfte beschreiben: Mr. Fantastic, Die Unsichtbare, Menschliche Fackel und Das Ding. Erst langsam lernen sie mit ihren neuen Fähigkeiten umzugehen und sie für das Gute zu nutzen.
Aber auch Victor von Doom, der Geldgeber des Projekts und fünftes Mitglied der Weltraumexpedition, wurde den Strahlen ausgesetzt und nutzt seine neuen Fähigkeiten, um sich mehr Macht zu verschaffen. Sein Körper verwandelt sich langsam in eine metallische Substanz, welche ihm große Kräfte verleiht und mit deren Hilfe er elektrische Energie absorbieren und manipulieren kann, um so tödliche Strahlen auf seine Gegner abzuschießen. Er nennt sich selbst Doctor Doom und wird schon bald zum Erzfeind der Fantastic Four. Es gelingt ihm durch einen Trick, Ben von den anderen abzugrenzen, mit Hilfe der von Reed entwickelten Maschine zurückzuverwandeln und Reed zu entführen. Mit einer hitzesuchenden Rakete versucht er daraufhin erfolglos, Johnny Storm zu töten. Gemeinsam mit Bens Hilfe, der sich mittlerweile wieder der Gruppe angeschlossen und durch eine erneute Behandlung mit der Maschine zurück in den mutierten Zustand gebracht hat, gelingt es den dreien, Reed zu befreien. Zusammen bekämpfen sie nun Dr. Doom in den Straßen von New York. Nach einem langen Kampf, bei dem sie seinen metallenen Körper erst großer Hitze aussetzen und dann rapide abkühlen, bleibt der Gegner erstarrt und besiegt zurück.
Die Superhelden feiern ihren Sieg auf einem Schiff, wo Reed um Susans Hand anhält und sie freudig einwilligt ihn zu heiraten, wobei sie dabei, von ihren Emotionen überwältigt, unsichtbar wird. In der Abschluss-Sequenz ist erneut Doctor Doom zu sehen, dessen regloser Metallkörper eingesperrt auf einem Containerschiff nach Latveria verschifft wird. Als die Elektronik an Bord Störungen aufzeigt, wird dadurch angedeutet, dass Doom noch am Leben sein könnte.

## Hintergrund

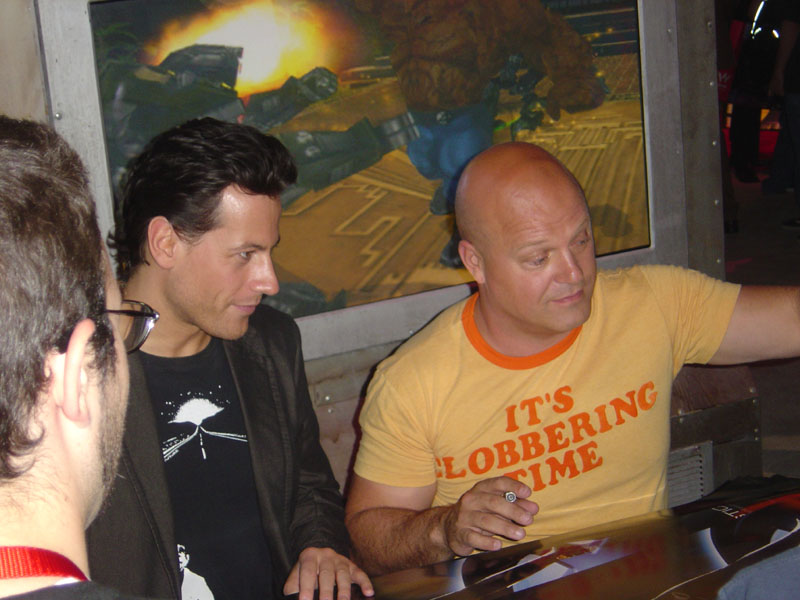
Ioan Gruffudd (Mr. Fantastic) und Michael Chiklis (The Thing), 2005

- Die Entstehungsgeschichte des Films beginnt bereits in der Mitte der 1980er Jahre. Damals erwarb Produzent Bernd Eichinger die Rechte an einer Verfilmung der Fantastic Four. 1993 wurde auch tatsächlich ein Film für 1,5 Mio. US-Dollar gedreht. Einziger Zweck war es, damit die Rechte zu verlängern, da diese verfallen würden, wenn nicht bis zu einem bestimmten Zeitpunkt ein Film gedreht werden würde. Oley Sassone führte Regie und wurde vorher nicht in den wahren Zweck seines Filmprojekts eingeweiht. Auch die Schauspieler und die Promotionsabteilung von Constantin Film wussten nichts von Eichingers Absichten. Der Film wurde nach seiner Fertigstellung nur ein einziges Mal für Marvel Comics vorgeführt und danach archiviert; er wurde nie in einem Kino gezeigt. Auch erschien er 2005 nicht auf der DVD zum „neuen“ Fantastic-Four-Film, wie vorher angekündigt worden war.[3]

- Die Dreharbeiten fanden vom 23. August 2004 bis 28. Januar 2005 statt. Die Produktionskosten wurden auf rund 100 Millionen US-Dollar geschätzt. Der Film spielte in den Kinos weltweit rund 330 Millionen US-Dollar ein, davon rund 154 Millionen US-Dollar in den Vereinigten Staaten. In den deutschen Kinos wurden 600.347 Besucher gezählt (Stichtag: 7. August 2005).[4][5]

- Kinostart in den Vereinigten Staaten war am 8. Juli 2005 und in Deutschland am 14. Juli 2005.[6]

- Comicautor Stan Lee, der üblicherweise in den Marvel-Verfilmungen nur einen Gastauftritt in einer namenlosen Rolle hat, spielt diesmal eine tatsächliche Figur aus den Marvel-Comics: Briefträger Willie Lumpkin der Fantastic Four.[7]

- Der Name des Schiffs, das Doctor Doom am Ende des Films in seine Heimat zurückbringt, lautet „Latveria“. Dies ist der Name des fiktiven Staates in den Marvel-Comics, über den Doctor Doom herrscht.[8] Über dem Namen „Latveria“ steht zudem am Schiff in kyrillischer Schrift „Головка пальца ноги“, was übersetzt „Die Spitze des Zehs des Fußes“ bedeutet.[9]

## Synchronisation
Die deutschsprachige Synchronisation entstand bei der  PPA Film GmbH in München, nach einem Dialogbuch und unter der Dialogregie von Pierre Peters-Arnolds.
| Rollenname                       | Schauspieler     | Synchronsprecher   |
| -------------------------------- | ---------------- | ------------------ |
| Reed Richards / Mister Fantastic | Ioan Gruffudd    | Robinson Reichel   |
| Susan Storm / Invisible Woman    | Jessica Alba     | Stephanie Kellner  |
| Johnny Storm / Human Torch       | Chris Evans      | Benedikt Weber     |
| Ben Grimm / Das Ding             | Michael Chiklis  | Michael Lott       |
| Victor von Doom / Dr. Doom       | Julian McMahon   | Jacques Breuer     |
| Alicia Masters                   | Kerry Washington | Sandra Schwittau   |
| Debbie McIlvane                  | Laurie Holden    | Susanne von Medvey |
| Postbote Willy                   | Stan Lee         | Peter Musäus       |

## Kritiken
- Auf rottentomatoes.com wurde der Film mit 26 % bewertet und als „alberner, mittelmäßiger Einstieg ins Superhelden-Genre“ bezeichnet.[11]

- Roger Ebert schrieb in der Chicago Sun-Times, dass Fantastic Four so weit hinter Comicverfilmungen wie X-Men (2000), Spider-Man (2002) und Batman Begins (2005) zurückbleibe, dass er sich schämen solle, in den gleichen Kinos gezeigt zu werden.[12]

- Kevin Crust bezeichnete den Film in der Los Angeles Times als „Superhelden-Sitcom“,[13] und Jackie Cooper nannte ihn einen „perfekten Sommerfilm“, bei dem man seinen Verstand ausschalten solle.
- Die Deutsche Film- und Medienbewertung FBW in Wiesbaden verlieh dem Film das Prädikat wertvoll.

## Soundtrack/Musik
Im Film verwendete Titel:
| Interpret                             | Titel                            |
| ------------------------------------- | -------------------------------- |
| Velvet Revolver                       | Come In, Come On                 |
| Ben Moody featuring Anastacia         | Everything Burns                 |
| Sum 41                                | Noots                            |
| Orange Range                          | Kirikirimai                      |
| Miss Eighty 6 featuring Chris Classic | Now You Know                     |
| Gabin                                 | Bang Bang to the Rock ’n’ Roll   |
| Lloyd Banks                           | On Fire                          |
| Chingy                                | Relax                            |
| Taking Back Sunday                    | Error Operator                   |
| Omnisoul                              | Waiting (Save Your Life)         |
| Miri Ben-Ari                          | New World Symphony               |
| Joss Stone                            | What Ever Happened to the Heroes |
| Breaking Point                        | Goodbye to You                   |
| TFF                                   | I’ll Take You Down               |

## Weitere Filme
- Fantastic Four: Rise of the Silver Surfer kam am 15. Juni 2007 in die Kinos der Vereinigten Staaten und am 14. August 2007 in die deutschen Kinos.
- Im Sommer 2009 bestätigte 20th Century Fox, dass es einen Neustart der Fantastic-Four-Filmreihe geben werde. Akiva Goldsman wurde als Produzent angeheuert, und Michael Green soll das Drehbuch zum Film schreiben.[15] Als Regisseur wurde Josh Trank engagiert. Der Film wurde unter dem Titel Fantastic Four am 7. August 2015 in den Vereinigten Staaten veröffentlicht.